# Чёрный дом
«Чёрный дом» (англ. Black House) — роман ужасов, написанный Стивеном Кингом и Питером Страубом. Издан в 2001 году; в том же году роман стал номинантом Премии Брэма Стокера и вошёл в список бестселлеров по версии Publishers Weekly. Является продолжением романа «Талисман» (1984 год).
Данная книга, как и многие другие произведения Стивена Кинга, тесно перекликается с циклом «Тёмная Башня».

## Краткое содержание
Серия жестоких убийств потрясает маленький городок Френч-Лэндинг. Убийцу, от руки которого погибли несколько маленьких детей, жители прозывают «Рыбаком» (англ. Fisherman) из-за того, что он подражает известному серийному убийце и каннибалу Альберту Фишу. Расследование дела о психопате-убийце ставит полицию в тупик, а средства массовой информации лишь подливают масла в огонь, сея панику среди населения.
Местные власти безуспешно уговаривают взяться за расследование дела Джека Сойера, бывшего лейтенанта полиции из Лос-Анджелеса, однако следующая жертва маньяка не позволяет Джеку оставаться безучастным к происходящему. В результате следственных действий выясняется, что убийства совершает агент Алого Короля, конечной целью которого является разрушение Тёмной башни…

## Персонажи
- Джек Со́йер — детектив в отставке, принявшийся за расследование дела Рыбака. В двенадцатилетнем возрасте совершил невероятное путешествие по Долинам (роман «Талисман»). Впервые появляется во Френч-Лэндинге в связи с делом Торнберга Киндерлинга. С лёгкой руки местных полицейских получает прозвище «Голливуд».
- Дейл Ги́лбертсон — начальник полиции города Френч-Лэндинга, на плечи которого тяжким грузом ложится работа по поимке серийного убийцы и острая критика со стороны СМИ.
- Ге́нри Ла́йден — слепой диджей и диктор местного радио, дядя Дейла Гилбертсона. Известен под творческими псевдонимами Джордж Рэтбан, Симфонический Стэн, Висконсинская крыса, Генри Шейк. Сближается с Джеком и помогает ему в его расследовании.
- Нюхач (Арман Сен-Пьер) — лидер Громобойной Пятёрки, команды байкеров-пивоваров. Его дочь становится жертвой Рыбака, после чего жаждущий мести Нюхач объединяет свои усилия с Джеком.
- Та́йлер Ма́ршалл — десятилетний мальчик, сын Фреда и Джуди Маршалл. Четвёртая жертва Рыбака, который не спешит убивать его, а содержит под замком в «Чёрном доме», дабы использовать для специальной миссии.
- Уэ́нделл Грин — «самый знаменитый журналист Западного Висконсина», придумавший серийному убийце кличку «Рыбак» с подачи Джека. Открыто критикует полицию Френч-Лэндинга, обвиняя в полной неспособности исполнять свои непосредственные обязанности. Крайне бестактный и эгоистичный тип, в своём стремлении добыть сенсационный материал то и дело вставляющий палки в колёса Джеку.
- Чарльз Бёрнсайд (Карл Бирстоун) — старик, живущий в доме престарелых — «Центре Макстона». Обладает паранормальными способностями.
- Фред Ма́ршалл — муж Джуди и отец Тайлера.
- Джуди Ма́ршалл — жена Фреда и мать Тайлера. Обладает паранормальными способностями.
- Со́нни — член Громобойной Пятёрки. После первой попытки проникновения в Чёрный дом струсил и отказался дальше участвовать в этой затее.
- Док — член Громобойной Пятёрки. Участвовал в событиях в Чёрном доме.
- Мышонок — член Громобойной Пятёрки. Был укушен адским псом при первой попытке проникновения в Чёрный дом. Умер страшной смертью, заживо сгнив изнутри. Перед смертью подсказал Джеку заклинание для безопасного проникновения в Чёрный дом - д'ямба.
- Ка́йзер Билл — член Громобойной Пятёрки. Так же, как и Сонни, струсил после первой попытки проникновения в Чёрный дом и отказался дальше участвовать в этой затее.
- Па́ркус (он же Спи́ди Па́ркер, он же Спи́ди Оппопанакс) — друг Джека. Участвовал в событиях "Талисмана".
- Мистер Маншан — правая рука Алого Короля.
- Горг — ворон, слуга мистера Маншана.
- Софи — возлюбленная Джека, живущая в Долинах.
- Ва́нда Ки́ндерлинг — жена Торнберга Киндерлинга, ненавидящая Джека за то, что он упрятал её мужа за решётку. В конце книги нанесла Джеку смертельное ранение, вынудившее его навсегда переселиться в Долины.
- Э́ми Сен-Пьер — девочка, первая жертва Рыбака.
- Джо́нни И́ркенхэм — мальчик, вторая жертва Рыбака.
- И́рма Фре́но — девочка, третья жертва Рыбака.

## Факты
- Город Френч-Лэндинг является вымышленным двойником реального городка Тремпило в штате Висконсин, США.
- Записка Рыбака, оставленная им в корзине с чудовищным «подарком», является очевидной аллюзией на «Письмо из ада» Джека Потрошителя, а также на письмо Альберта Фиша матери Грейс Бадд, что явным образом указано в тексте книги.